# Matt hedmyra
Matt hedmyra (Formica foreli) är en myrart. Matt hedmyra ingår i släktet Formica, och familjen myror. Arten är reproducerande i Sverige.

## Bildgalleri

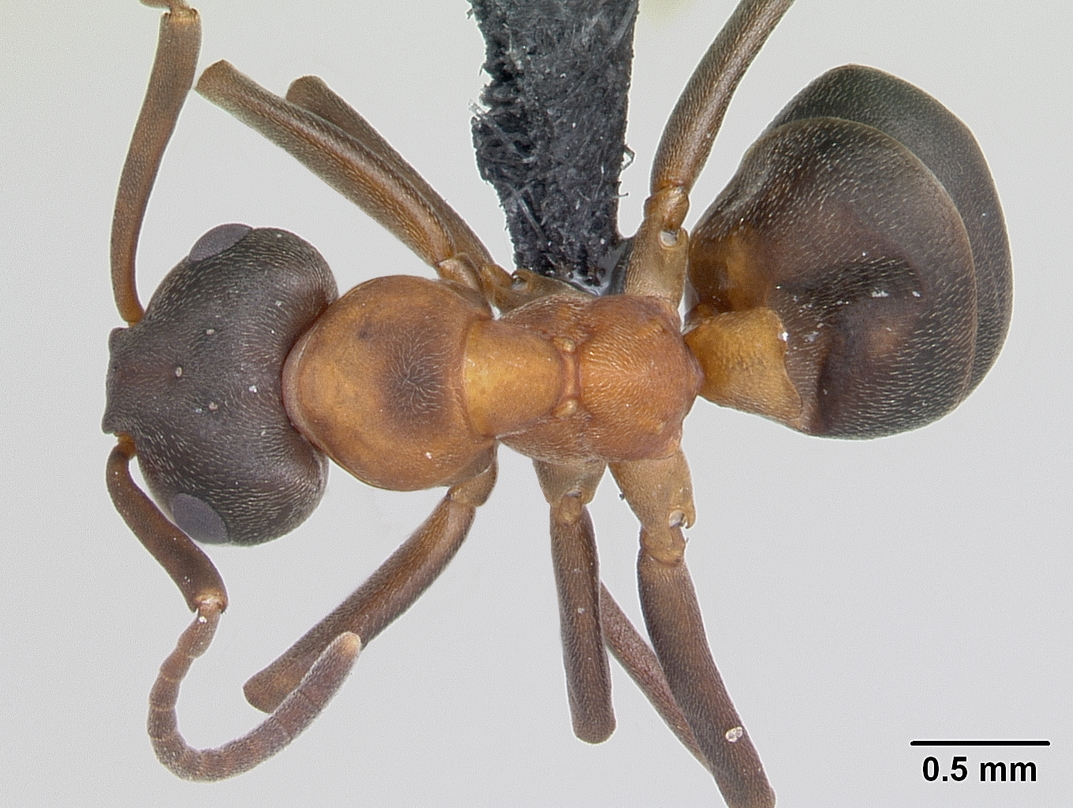
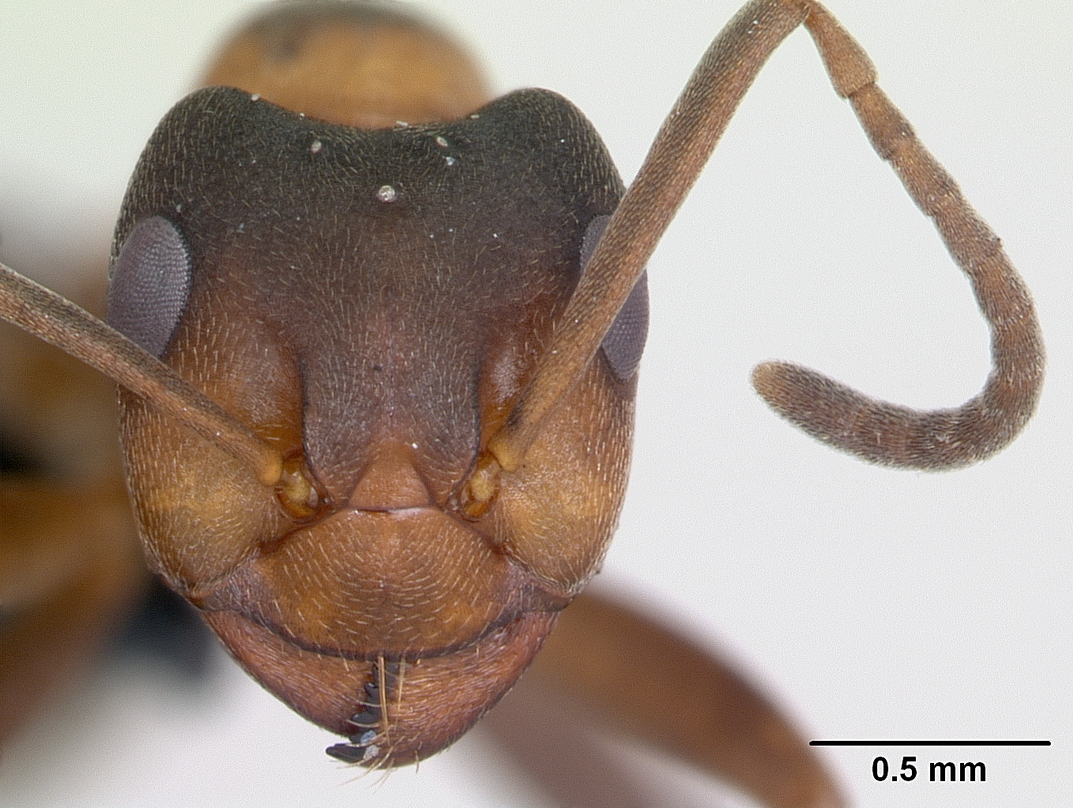
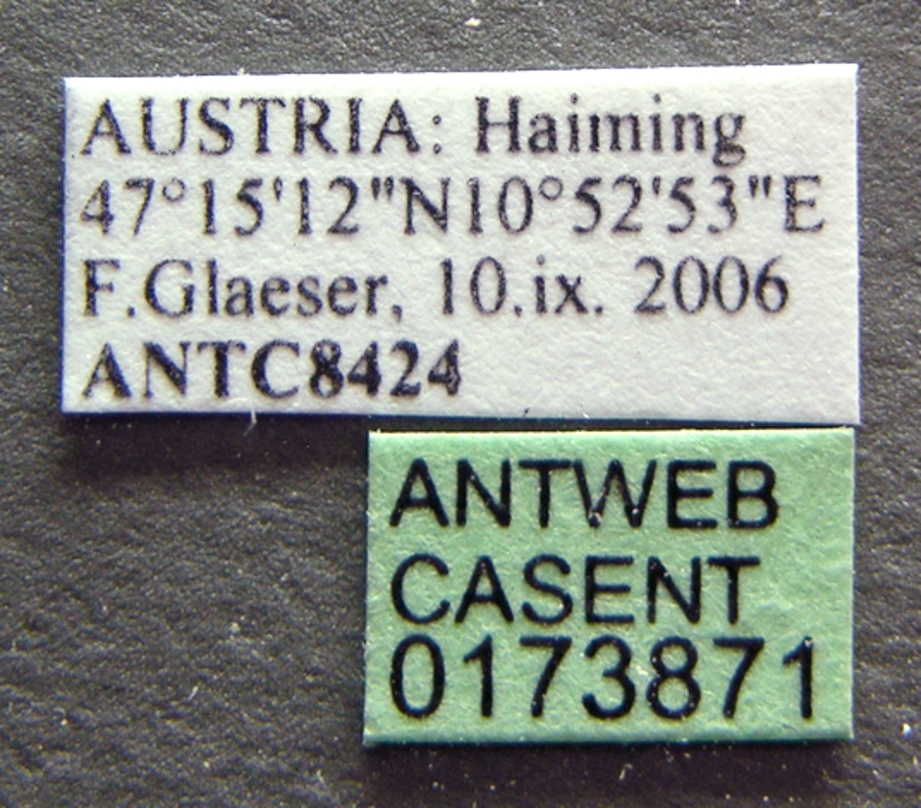
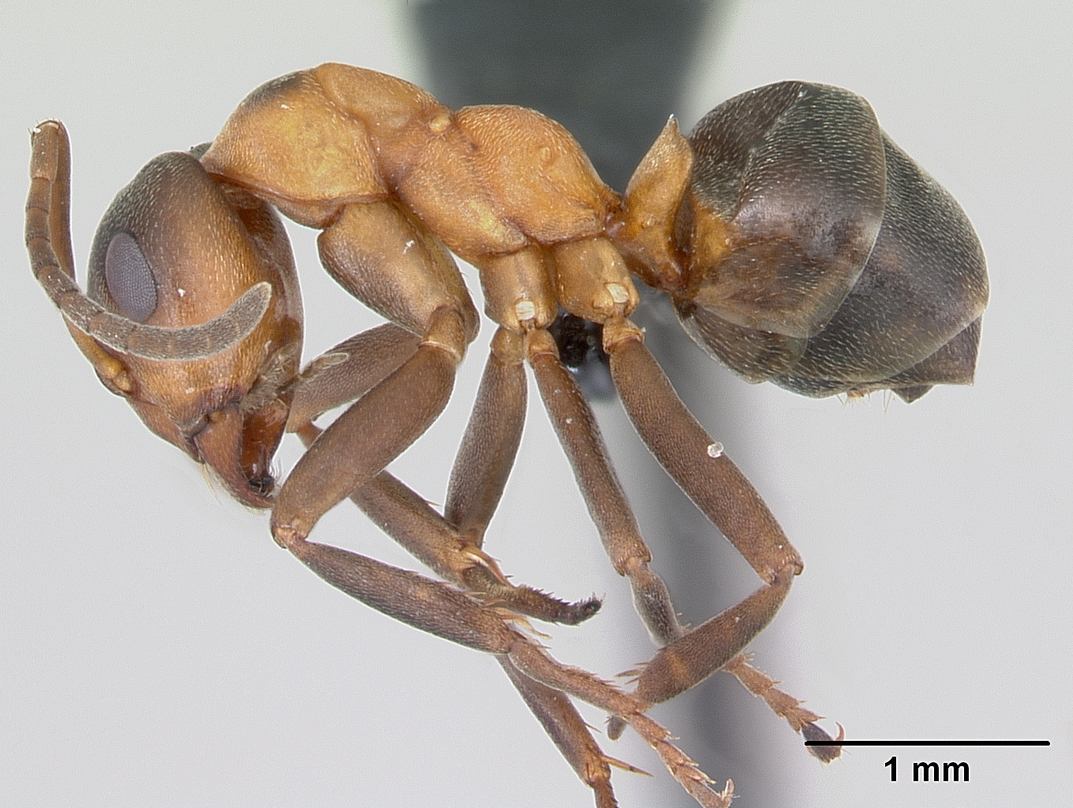